# Alena Kubátová
Alena Kubátová (1959 ) es una botánica, micóloga, exploradora, curadora, taxónoma, y profesora checa, que se desempeña académicamente en el Departamento de Botánica, de la Facultad de Ciencias, en la Universidad Carolina.

## Algunas publicaciones
- zeljko Jurjevic, alena Kubatova, miroslav Kolarık, vit Hubka. 2015. Taxonomy of Aspergillus section Petersonii sect. nov. encompassing indoor and soil-borne species with predominant tropical distribution. Plant Systematics & Evolution 301 (10): 2441 - 2462. DOI: 10.1007/s00606-015-1248-4

- vit Hubka, christoffer v. Nissen, rasmus hare Jensen, maiken c. Arendrup, adela Cmokova, alena Kubatova, magdalena Skorepova, miroslav Kolarik. 2015. Discovery of a sexual stage in Trichophyton onychocola, a presumed geophilic dermatophyte isolated from toenails of patients with a history of T. rubrum onychomycosis. Medical Mycology 53 (8): 798 - 809. DOI: 10.1093/mmy/myv044

- j.m. Palmer, alena Kubátová, a. Novakova, a.m. Minnis, m. Kolarik, d.l. Lindner. 2014. Molecular characterization of a heterothallic mating system in Pseudogymnoascus destructans, the fungus causing white-nose syndrome of bats. G3: Genes/Genomes/Genetics 4: 1755-1763 DOI: 10.1534/g3.114.012641

- m. Semerád, s. Čerňanský, a. Šimonovičová, alena Kubátová, a. Takáčová. 2014. Lúhovanie hliníka a medi z elektroodpadu. En: Smolinská M., Melník M. (eds.) Priemyselná toxikológia 2014. Zborník príspevkov, p. 331-334.

- a. Nováková, z. Dudová, t. Matsuzawa, alena Kubátová, t. Yaguchi, m. Kolařík. 2014. New species in Aspergillus section Fumigati from reclamation sites in Wyoming (USA) and revision of A. viridinutans complex. Fungal Diversity 64 (1): 253-274. DOI:10.1007/s13225-013-0262-5

- v. Buchta, a. Feuermannová, m. Váša, l. Bašková, r. Kutová, alena Kubátová, m. Vejsová. 2014. Outbreak of fungal endophthalmitis due to Fusarium oxysporum following cataract surgery. Mycopathologia 177: 115 - 121. DOI:10.1007/s11046-013-9721-5

- m. Hujslová, alena Kubátová, m. Kostovčík, r.a. Blanchette, z.w. de Beer, m. Chudíčková, m. Kolařík. 2014. Three new genera of fungi from extremely acidic soils. Mycological Progress 13: 819 – 831.

- m. Hujslová, alena Kubátová, m. Kostovčík, m. Kolařík. 2013. Acidiella bohemica gen. et sp. nov. and Acidomyces spp. (Teratosphaeriaceae), the indigenous inhabitants of extremely acidic soils in Europe. Fungal Diversity 58: 33 - 45. DOI: 10.1007/s13225-012-0176-7

- v. Hubka, s.w. Peterson, j.c. Frisvad, t. Yaguchi, alena Kubátová, m. Kolařík. 2013'. Aspergillus waksmanii sp. nov. and Aspergillus marvanovae sp. nov., two closely related species in section Fumigati.International Journal of Systematic and Evolutionary Microbiology 63: 783 - 789. DOI 10.1099/ijs.0.047076-0

- ----------, m. Kolařík, alena Kubátová, s.w. Peterson. 2013. Taxonomic revision of Eurotium and transfer of species to Aspergillus. Mycologia 105 (4): 912 - 937.

- ---------, s. Dobiasova, p. Lyskova, n. Mallatova, j. Chlebkova, m. Skorepova, alena Kubatova, r. Dobias, m. Chudickova, m. Kolarik. 2013. Auxarthron ostraviense sp. nov., and A. umbrinum associated with non-dermatophytic onychomycosis. Medical Mycology 51: 614 - 524.

- t. Klempova, e. Basil, alena Kubatova, m. Certik. 2013. Biosynthesis of gamma-linolenic acid and beta-carotene by Zygomycetes fungi. Biotechnology Journal 8: 794 - 800.

- p. Lysková, p. Žáčková, v. Petečuková, v. Hubka, m. Vašáková, r. Matěj, j. Čermák, alena Kubátová, m. Kolařík, t. Kozák, i. Hricíková. 2013. Plicní mukormykóza vyvolaná Rhizopus microsporus. Klinická mikrobiologie a infekční lékařství 19(4): 132-137.

- alena Kubátová. 2013. I plísně mohou být krásné. Přírodovědci 2 (2): 36 - 37.

- -------------------. 2013. Jubileum Marie Váňové. 70 let. Mykologické Listy 126: 34 - 36.

- -------------------. 2013. Velký úspěch naší mykologie: Mikroskopická houba Ochroconis lascauxensisje uvedena na seznamu "Top 10 New Species 2013". Mykologické Listy 126: 33.

- -------------------. 2012. Houby v našich domácnostech aneb o čem doma víte i nevíte. Živa 60 (5): 224 - 228.

- v. Hubka, alena Kubatova, n. Mallatova, p. Sedlacek, j. Melichar, m. Skorepova, k. Mencl, p. Lyskova, b. Sramkova, m. Chudickova, p. Hamal, m. Kolarik. 2012. Rare and new aetiological agents revealed among 178 clinical Aspergillusstrains obtained from Czech patients and characterised by molecular sequencing. Medical Mycology 50: 601 – 610. DOI: 10.3109/13693786.2012.667578

- v. Chrenková, alena Kubátová, m. Kolařík, v. Vávra, o. Nyč, p. Sedláček. 2012. Pneumonie způsobená houbou Hormographiella verticillata u dítěte s akutní leukémií. Postgraduální medicína 14, Příloha 51 - 53.

- m. Hujslová, alena Kubátová, m. Kostovčík, m. Kolařík. 2012. Acidiella bohemica gen. et sp. nov. and Acidomyces spp. (Teratosphaeriaceae), the indigenous inhabitants of extremely acidic soils in Europe. Fungal Diversity DOI 10.1007/s13225-012-0176-7

- f. Kotlaba, alena Kubátová. 2012. Za mykoložkou doc. RNDr. Olgou Fassatiovou, CSc}}. Mykologické Listy 120: 32 - 34.

- s. Pažoutová, p. Šrůtka, j. Holuša, m. Chudíčková, alena Kubátová, m. Kolařík. 2012. Liberomycesgen. nov. with two new species of endophytic coelomycetes from broad-leaved trees. Mycologia 104 (1): 198 - 210. DOI 10.3852/11-081

- alena Kubátová, o. Koukol, a. Nováková. 2011. Geomyces destructans, phenotypic features of some Czech isolates. Czech Mycology 63 (1): 65 - 75.

- j.m. Mogensen, k.a. Møller, p. von Freiesleben, r. Labuda, e. Varga, m. Sulyok, alena Kubátová, u. Thrane, b. Andersen, k.f. Nielsen. 2011. Production of fumonisins B2 and B4 in Tolypocladium species. Journal of Industrial Microbiology & Biotechnology 38: 1329 - 1335. DOI 10.1007/s10295-010-0916-1

- n. Martínková, p. Bačkor, t. Bartonička, p. Blažková, j. Červený, l. Falteisek, j. Gaisler, v. Hanzal, d. Horáček, z. Hubálek, h. Jahelková, m. Kolařík, l. Korytár, alena Kubátová, b. Lehotská, r. Lehotský, r.k. Lučan, o. Májek, j. Matějů, z. Řehák, j. Šafář, p. Tájek, e. Tkadlec, m. Uhrin, j. Wagner, d. Weinfurtová, j. Zima, j. Zukal, i. Horáček. 2010. Increasing incidence of Geomyces destructans fungus in bats from the Czech Republic and Slovakia. PLoS ONE 5 (11): e13853. DOI 10.1371/journal.pone.0013853

- m. Hujslová, alena Kubátová, m. Chudíčková, m. Kolařík. 2010. Diversity of fungal communities in saline and acidic soils in the Soos National Natural Reserve, Czech Republic. Mycological Progress 9: 1 - 15. DOI 10.1007/s11557-009-0611-7

- alena Kubátová. 2010. Collection of food relevant microscopic fungi under the Czech National Programme of Protection of Genetic Resources of Economically Significant Microorganisms - A short report. Czech Journal of Food Sciences 28 (1): 79 - 82.

Kubátová A. (2009): Významné životní jubileum doc. Olgy Fassatiové – 85 let. – Mykologické listy 109: 30-31.
- -------------------, m. Kolařík, i. Jablonský. 2009. Trichoderma aggressivum – první nález v České republice. Mykologické listy 109: 18 - 24.

- -------------------, m. Váňová. 2009. Pilotní průzkum půdních mikromycetů travinných společenstev v Národním parku Nízké Tatry. En: Nováková A. (ed.) Sborník příspěvků z mezinárodního semináře Život v půdě X. České Budějovice, 27.-28.1.2009, p. 103 - 107, ÚPB BC AV ČR, v.v.i., České Budějovice.

- alena Kubátová. 2006. Chaetomium in the Czech Republic and notes to three new records. Czech Mycol. 58 (3–4): 155 – 171.[2]

### Libros
- a. Nováková, a. Šimonovičová, alena Kubátová. 2012. List of cultivable microfungi recorded from soils, soil related substrates and underground environment of the Czech and Slovak Republics. Mycotaxon 119: 593; 189 p.

- j. Neustupa, p. Škaloud, o. Peksa, alena Kubátová, z. Soldán, k. Černá, k. Prášil, p. Bukovská, j. Vojta, m. Pažoutová, j. Veselá, m. Škaloudová. 2009. The biological soil crusts in Central European ecosystems, with special reference to taxonomic structure and ecology of the surface crusts at Czech ore-waste and ash-slag sedimentation industrial basins. Novit. Bot. Univ. Carol. 19/2008: 1 - 99.

## Honores[3]

### Membresías
- Sociedad Micológica Checa.
- Sociedad Científica Checa de Micología (miembro de Comisión de la Biblioteca)
- Sociedad Checoslovaca de Microbiología

### Editora
- Czech Mycology (Editorial Board)

- La abreviatura «Kubátová» se emplea para indicar a Alena Kubátová como autoridad en la descripción y clasificación científica de los vegetales.[4]
- La abreviatura «Kubatova» se emplea para indicar a Alena Kubátová como autoridad en la descripción y clasificación científica de los vegetales.[5]